# Josef Matouš
Pour les articles homonymes, voir Matouš.
Josef Matouš (né le 6 janvier 1942 à Poděbrady et mort le 20 novembre 1999) est un `sauteur à ski tchèque.
Il a terminé quatrième à l'épreuve du petit tremplin de saut à ski aux Jeux olympiques de 1964. 
Il est le porte-drapeau de la Tchécoslovaquie aux Jeux olympiques d'hiver de 1964.

## Palmarès

### Jeux olympiques
| Épreuve / Édition | [[Saut à ski aux Jeux olympiques de 1964\|Innsbruck 1964]] |
| Petit Tremplin    | 4e                                                         |
| Grand Tremplin    | 22e                                                        |